# Palacio de los Osset (Forcall)
El Palacio de los Osset, en Forcall, comarca de los Puertos de Morella, en la provincia de Castellón (España), es un palacio transformado en hotel restaurante,  que está catalogado como Bien de Relevancia Local, con código identificador  12.01.061-003, según consta en la Dirección General de Patrimonio Artístico de la Generalidad Valenciana.
El palacio se encuentra ubicado en la Plaza Mayor de Forcall y está datado en el siglo XVI.

## Descripción histórico-artística
El edificio fue construido a mediados del siglo XVI por la familia de los Miró, siguiendo las pautas de los palacios renacentistas aragoneses.
Está compuesto por dos edificios colindantes. Por un lado estaría el palacio, que presenta su fachada principal en la plaza Mayor, mientras que por la calle de los Dolores se encuentra el acceso a la vivienda del servicio. La fábrica, al menos en las fachadas es de sillares tallados, presentando como puerta de entrada un portal con arco de medio punto con grandes  dovelas. También pueden verse ventanas adinteladas, con jambas y vierteaguas de piedra que presentan molduras talladas.
Pueden llamar la atención las rejas que se encuentran en las ventanas de la planta baja en la fachada principal, así como las rejas de la ventana del primer piso que da a la calle de los Dolores.
En la fachada principal que da a la plaza Mayor, destaca su doble alero labrado de talla de madera, que presenta  36 arcos de medio punto, en  su piso más alto. También hay que destacar que sobre el portalón en la fachada lateral figura el escudo de los Miró, el cual está catalogado como Bien de Interés Cultural.
Respecto al interior, se conserva su estructura original, llamando la atención el gran salón decorado en madera y pavimento de azulejos de Alcora. El edificio disponía de una capilla en la que destaca su cúpula y el pavimento de azulejos,  y en las dependencias de servicio merece la pena nombrar la cocina.
Como consecuencia de matrimonio entre familias, el palacio pasó a ser residencia durante el siglo  XVIII de  la familia de los Osset, la cual al alcanzar un gran poder económico fueron comprando un gran número de propiedades, llegando a tener en sus manos una 90 masías a principios del siglo XX, razón por la cual muchos autores consideran que la familia se hizo con el palacio Miró por compra del edificio, más que por enlaces matrimoniales.
Posteriormente, en 1931, el edificio es  comprado por los hermanos  Juan y Basilisa Guarch Ferrer, naturales de Forcall. Entre las acciones que realizaron está la de la construcción de un patio de luces interior, con el que se pretendía dar iluminación y ventilación a las piezas  del edificio para su adecuado uso como vivienda. También procedieron a la división del edificio en dos  partes tratando de n o alterar con todas estas reformas la belleza de los elementos arquitectónicos de sus fachadas.
A partir de 1960 el edificio pasa a ser propiedad de la Diputación Provincial de Castellón instalándose en 1964 el Ayuntamiento de la localidad, pero sin realizar ninguno de las dos instituciones públicas ninguna obra de restauración. En 1978 fueron imprescindibles obras de consolidación del alero, pero al no realizarse finalmente se inicia un proceso de prevención de accidentes por caída de restos del mismo mediante la instalación, en 1985 de un andamio exterior que cubría todas las fachadas.
Finalmente fue restaurado y desde 1994 se utilizan sus dependencias como hotel.